# Charles Farnaby-Radcliffe (3e baronnet)
Pour les articles homonymes, voir Farnaby.
Charles Farnaby-Radcliffe, 3e baronnet (vers 1740-1798) est un homme politique britannique qui siège à la Chambre des communes pendant 33 ans entre 1765 et 1798.

## Biographie

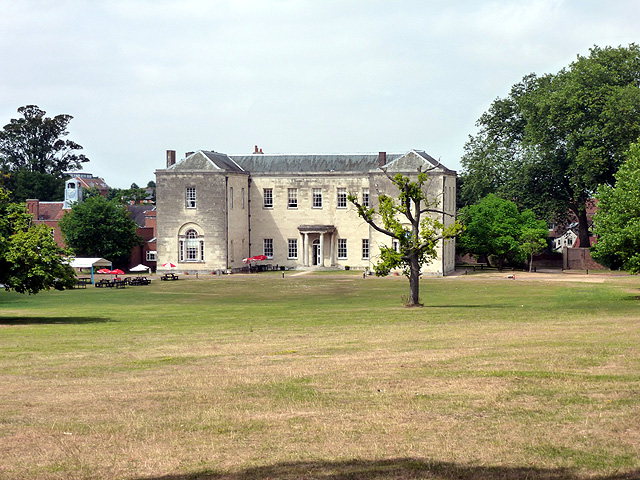
Hitchin Priory, maintenant un hôtel

Il est le fils aîné de Thomas Farnaby, 2e baronnet et de son épouse Mary Lloyd, fille du révérend Montagu Lloyd. Il fait probablement ses études au Collège d'Eton de 1747 à 1754. Il succède à son père à comme baronnet le 24 mars 1760. Il épouse Penelope Charlton, veuve de Richard Charlton, un marchand de Londres, et fille de John Radcliffe de Hitchin Priory, Hertfordshire, le 12 août 1762. Lorsque son beau-frère John Radcliffe (1738-1783) (en) meurt en 1783, sa femme hérite de ses propriétés, dont Hitchin Priory et Farnaby prend le nom supplémentaire de Radcliffe en 1784. 
Il est élu député d'East Grinstead sous le patronage de George Sackville lors d'une élection partielle le 30 décembre 1765. Aux Élections générales britanniques de 1768 lui et Sackville sont battus à Hythe. Farnaby est réélu sans opposition pour le Kent lors d'une élection partielle le 15 février 1769. Il est réélu pour Hythe avec le soutien ministériel aux Élections générales britanniques de 1774 et de nouveau en 1780 et 1784 en tête du scrutin à chaque fois. 
Les propriétés de Farnaby-Ratcliffe dans le Kent lui donnent une puissante influence et il est réélu sans opposition pour Hythe en 1790 et 1796. Son activité parlementaire est très réduite. 
Il meurt d'une longue maladie en octobre 1798 et est enterré à Hitchin le 20 octobre. 